# Odontocera parallela
Odontocera parallela là một loài bọ cánh cứng trong họ Cerambycidae.